# Grammy Award du meilleur album de blues contemporain
Le Grammy Award du meilleur album de blues contemporain (Best Contemporary Blues Album) est décerné depuis 1988. Il n'a pas été remis de 2012 à 2016, période pendant laquelle il a été fusionné avec le Grammy Award du meilleur album de blues traditionnel dans un prix unique intitulé Grammy Award du meilleur album de blues.

## Lauréats

### Années 1980
| Année | Artiste     | Œuvre                       | Nomination | Réf.  |
| ----- | ----------- | --------------------------- | --- | ----- |
| 1988  | Robert Cray | Strong Persuader            | - B. B. King – Standing on the Edge of Love - Bobby Blue Bland – After All - Buckwheat Zydeco – On a Night Like This - Earl King – Glazed | [ 1 ] |
| 1989  | Robert Cray | Don't Be Afraid of the Dark | - Bobby Blue Bland – Blues You Can Use - Etta James – Seven Year Itch - Robben Ford – Talk to Your Daughter - Ry Cooder – Low Commotion   | [ 2 ] |

### Années 1990
| Année | Artiste                             | Œuvre                          | Nomination | Réf.  |
| ----- | ----------------------------------- | ------------------------------ | --- | ----- |
| 1990  | Stevie Ray Vaughan                  | In Step                        | - B. B. King – King of the Blues: 1989 - Delbert McClinton – Live from Austin - Bobby « Blue » Bland – Midnight Run - Koko Taylor – Wang Dang Doodle                                  | [ 3 ] |
| 1991  | Jimmie Vaughan & Stevie Ray Vaughan | Family Style                   | - The Robert Cray Band featuring The Memphis Horns – Midnight Stroll - Koko Taylor – Jump for Joy - B. B. King and Lee Atwater – "Red Hot & Blue" - Etta James – Stickin' to My Guns  |       |
| 1992  | Buddy Guy                           | Damn Right, I've Got The Blues | - Albert Collins – Iceman - Charlie Musselwhite – Signature - Irma Thomas – Live! Simply the Best - Johnny Winter – Let Me In                                                         | [ 4 ] |
| 1993  | Stevie Ray Vaughan                  | The Sky Is Crying              | - Robert Cray – I Was Warned - Robben Ford & The Blue Line – Robben Ford & the Blue Line - Etta James – The Right Time - Pops Staples – Peace to the Neighborhood                     |       |
| 1994  | Buddy Guy                           | Feels Like Rain                | - Robben Ford and the Blue Line – Mystic Mile - John Mayall – Wake Up Call - Paul Rodgers – Muddy Water Blues: A Tribute to Muddy Waters - Johnny Winter – Hey, Where's Your Brother? | [ 5 ] |
| 1995  | Pops Staples                        | Father Father                  | - The Robert Cray Band – Shame + A Sin - Koko Taylor – Force of Nature - Jimmie Vaughan – Strange Pleasure - Johnny "Guitar" Watson – Bow Wow                                         |       |
| 1996  | Buddy Guy                           | Slippin' In                    | - Clarence "Gatemouth" Brown – The Man - Albert Collins & the Icebreakers – Live '92-'93 - Robert Cray – Some Rainy Morning - Percy Sledge – Blue Night                               | [ 6 ] |
| 1997  | Keb' Mo'                            | Just Like You                  | - Bobby « Blue » Bland – Sad Street - Clarence "Gatemouth" Brown – Long Way Home - Bo Diddley – A Man Amongst Men - Buddy Guy – Live! The Real Deal - Taj Mahal – Phantom Blues       |       |
| 1998  | Taj Mahal                           | Señor Blues                    | - Luther Allison – Reckless - Robert Cray Band – Sweet Potato Pie - Dr. John – Trippin' Live - Boz Scaggs – Come On Home                                                              |       |
| 1999  | Keb' Mo'                            | Slow Down                      | - Marcia Ball, Irma Thomas & Tracy Nelson – Sing It! - Buddy Guy – Heavy Love - Etta James – Life, Love & the Blues - B. B. King – Deuces Wild                                        |       |

### Années 2000
| Année | Artiste | Œuvre                 | Nomination | Réf. |
| ----- | --- | --------------------- | --- | ---- |
| 2000  | Robert Cray | Take Your Shoes Off   | - Luther Allison – Live in Chicago - Jonny Lang – Wander This World - Little Milton – Welcome to Little Milton - Charlie Musselwhite – Continental Drifter                          |      |
| 2001  | Tony Braunagel (producteur), Joe McGrath, Terry Becker (ingénieur du son), Taj Mahal & the Phantom Blues Band       | Shoutin' In Key       | - Shemekia Copeland – Wicked - North Mississippi Allstars – Shake Hands with Shorty - Bobby Rush – Hoochie Man - Koko Taylor – Royal Blue                                           |      |
| 2002  | Gary Nicholson (producteur), Richard Dodd, Don Smith (ingénieur du son) & Delbert McClinton (producteur et artiste) | Nothing Personal (en) | - Dr. John – Creole Moon - Buddy Guy – Sweet Tea - Etta James – Matriarch of the Blues - Keb' Mo' – The Door                                                                        |      |
| 2003  | Joe Henry (producteur), S. Husky Höskulds (ingénieur du son) & Solomon Burke                                        | Don't Give Up On Me   | - Etta James & The Roots Band – Burnin' Down the House - Delbert McClinton – Room to Breathe - Charlie Musselwhite – One Night in America - North Mississippi Allstars – 51 Phantom |      |
| 2004  | Etta James | Let's Roll (en)       | - Marcia Ball – So Many Rivers - Sonny Landreth – The Road We're On - Howard Tate – Rediscovered - Susan Tedeschi – Wait for Me                                                     |      |
| 2005  | Keb' Mo' | Keep It Simple (en)   | - Dr. John – N'awlinz Dis Dat or D'udda - Van Morrison – What's Wrong with This Picture? - Charlie Musselwhite – Sanctuary - Johnny Winter – I'm a Bluesman                         |      |
| 2006  | Delbert McClinton                                                                                                   | Cost Of Living        | - Solomon Burke – Make Do with What You Got - Robert Cray – Twenty - Buddy Guy – Bring 'Em In - North Mississippi Allstars – Electric Blue Watermelon                               |      |
| 2007  | Irma Thomas | After the Rain (en)   | - The Robert Cray Band – Live from Across the Pond - Dr. John & The Lower 911 – Sippiana Hericane - Keb' Mo' – Suitcase - Susan Tedeschi – Hope and Desire                          |      |
| 2008  | J.J. Cale & Eric Clapton                                                                                            | The Road to Escondido | - Joan Armatrading – Into the Blues - Doyle Bramhall – Is It News - Robben Ford – Truth - Bettye LaVette – The Scene of the Crime                                                   |      |
| 2009  | Dr. John & The Lower 911                                                                                            | City That Care Forgot | - Marcia Ball – Peace, Love & BBQ - Solomon Burke – Like a Fire - Taj Mahal – Maestro - Irma Thomas – Simply Grand                                                                  |      |

### Années 2010
| Année     | Artiste | Œuvre | Nomination | Réf. |
| --------- | --- | --- | --- | --- |
| 2010      | The Derek Trucks Band | Already Free | - The Robert Cray Band – This Time - Ruthie Foster – The Truth According to Ruthie Foster - Mavis Staples – Live: Hope at the Hideout - Susan Tedeschi – Back to the River                                                                                        | [ 7 ] |
| 2011      | Buddy Guy | Living Proof | - Solomon Burke – Nothing's Impossible - Dr. John & The Lower 911 – Tribal - Bettye LaVette – Interpretations: The British Rock Songbook - Kenny Wayne Shepherd Band featuring Hubert Sumlin, Willie "Big Eyes" Smith, Bryan Lee & Buddy Flett – Live! in Chicago | [ 8 ] |
| 2012-2016 | Fusionné avec le grammy Award du meilleur album de blues traditionnel dans le prix unique Grammy Award du meilleur album de blues | Fusionné avec le grammy Award du meilleur album de blues traditionnel dans le prix unique Grammy Award du meilleur album de blues | Fusionné avec le grammy Award du meilleur album de blues traditionnel dans le prix unique Grammy Award du meilleur album de blues | Fusionné avec le grammy Award du meilleur album de blues traditionnel dans le prix unique Grammy Award du meilleur album de blues |
| 2017      | Fantastic Negrito | The Last Days of Oakland (en) | - Janiva Magness – Love Wins Again - Kenny Neal – Bloodline - The Record Company – Give It Back to You - Joe Louis Walker – Everybody Wants a Piece | [ 9 ] |
| 2018      | Taj Mahal & Keb' Mo' | TajMo (en) | - Robert Cray & Hi Rhythm – Robert Cray & Hi Rhythm - Sonny Landreth – Recorded Live in Lafayette - Robert Randolph & the Family Band – Got Soul - Tedeschi Trucks Band – Live from the Fox Oakland                                                               | [ 10 ] |
| 2019      | Fantastic Negrito | Please Don't Be Dead (en) | - Teresa James & the Rhythm Tramps – Here in Babylon - Danielle Nicole – Cry No More - Boz Scaggs – Out Of The Blues - Victor Wainwright & the Train – Victor Wainwright & the Train                                                                              | [ 11 ] |

### Années 2020
| Année | Artiste                       | Œuvre                        | Nomination | Réf.   |
| ----- | ----------------------------- | ---------------------------- | --- | ------ |
| 2020  | Gary Clark Jr.                | This Land (en)               | - Larkin Poe - Venom & Faith - Robert Randolph & the Family Band - Brighter Days - Sugaray Rayford - Somebody Save Me - Southern Avenue - Keep On             | [ 12 ] |
| 2021  | Fantastic Negrito             | Have You Lost Your Mind Yet? | - Ruthie Foster Big Band - Live at the Paramount - G. Love - The Juice - Bettye LaVette - Blackbirds - North Mississippi Allstars - Up and Rolling            | [ 13 ] |
| 2022  | Christone « Kingfish » Ingram | 662                          | - The Black Keys ft. Eric Deaton & Kenny Brown - Delta Kream - Joe Bonamassa - Royal Tea - Shemekia Copeland - Uncivil War - Steve Cropper - Fire It Up       | [ 14 ] |
| 2023  | Edgar Winter                  | Brother Johnny               | - Shemekia Copeland – Done Come Too Far - Eric Gales – Crown - Ben Harper – Bloodline Maintenance - North Mississippi Allstars – Set Sail                     | [ 15 ] |
| 2024  | Larkin Poe                    | Blood Harmony                | - Samantha Fish & Jesse Dayton - Death Wish Blues - Ruthie Foster - Healing Time - Christone « Kingfish » Ingram - Live in London - Bettye LaVette - LaVette! | [ 16 ] |
| 2025  | Ruthie Foster                 | Mileage                      | - Joe Bonamassa - Blues Deluxe Vol. 2 - Shemekia Copeland - Blame It On Eve - Steve Cropper & The Midnight Hour - Friendlytown - Antonio Vergara - The Fury   | [ 17 ] |